# Karad Dayasinah
Karad Dayasinah (tiếng Ả Rập: كراد داسنية, còn được gọi là Akrad Dayasinah hoặc Akrad Dasnieh, còn được gọi là Shamah) là một ngôi làng ở miền bắc Syria, một phần hành chính của quận Homs, nằm ở phía tây bắc của Homs. Theo Cục Thống kê Trung ương Syria (CBS), Karad Dayasinah có dân số 2.028 trong cuộc điều tra dân số năm 2004. Cư dân của nó chủ yếu là người Hồi giáo dòng Sunni gốc Turkmen.